# حقي برقبتي (مسلسل)
حقي برقبتي هو مسلسل كوميدي مصري تم عرضه عام 2009 في شهر رمضان وهو من إنتاج شركة العدل جروب. ومن إخراج أمل أسعد.

## بطولة
- حسن حسني (سيد الشرباصي المحامي)
- ماجدة زكي (سامية محمود المحامية)
- سامي العدل (منصور بك والد دينا)
- مها أبو عوف (أبنة لطفي ووالدة زياد)
- محمد أبو داوود (رشدي بك والد زياد)
- إسماعيل محمود (المحمدي صديق سيد)
- مفيد عاشور (مخدوم لدي منصور بك)
- سليمان عيد (شوقي مخدوم لدي سامية)
- مروة عبد المنعم (دينا زوجة عمرو)
- محمود عبد الغفار (عبد المجيد مخدوم لدي سيد)
- رؤوف مصطفي (لطفي باشا الشناوي)
- كريم الحسيني (عمرو أبن سيد وسامية)
- رامز أمير (زياد حفيد لطفي باشا)
- روان عاطف (لبني بنت سيد وسامية)
- محمد ريحان (محمود والد المحامية سامية)
- محمود زكي
- نهي العمروسي (زوجة رشدي الثانية)
- المرسي أبو العباس (عامل المصنع)
- عفاف حمدي (زوجة العامل)
- فتحي سالم
- محمد رزق (ممثل)
- ايمان الشرقاوي
- لبني محمود
- فاتن شعبان
- عزة لبيب (زوجة المحمدي)
- كريم الدمنهوري (اشرف المحمدي)
- شريف الخيام (مشرف وردية الشاهد الزور)
- فوزي المليجي (الرجل الغامض بائع السمك)

- صفحة المسلسل علي موقع السينما العربية